# Mikroregion Linhares

Mikroregion Linhares

Mikroregion Linhares – mikroregion w brazylijskim stanie Espírito Santo należący do mezoregionu Litoral Norte Espírito-Santense. Ma powierzchnię 6.906,8 km²

## Gminy
- Aracruz
- Fundão
- Ibiraçu
- João Neiva
- Linhares
- Rio Bananal
- Sooretama